# Billie Jean King Cup 2020-2021 - Fase finale
Le finali della Billie Jean King Cup 2021 (Billie Jean King Cup Finals in inglese) sono il più alto livello della Billie Jean King Cup 2020-2021. Si sarebbero dovute disputare sui campi di terra rossa indoor della László Papp Budapest Sports Arena di Budapest, in Ungheria, dal 14 al 19 aprile 2020, ma sono state inizialmente differite alla settimana che va dal 13 al 18 aprile 2021 a causa della pandemia di COVID-19, per poi essere nuovamente rinviate all'inizio di novembre, stavolta presso l'O2 Arena di Praga, in Repubblica Ceca.
Alle finali prendono parte dodici squadre nazionali: le due finaliste della precedente edizione, la squadra ospitante, una wild-card e le otto vincitrici del turno di qualificazione.

## Squadre partecipanti
- Australia
- Belgio
- Bielorussia
- Canada[2] (WC)

- Francia (TH)
- Germania
- Rep. Ceca (H)
- Russia

- Slovacchia
- Spagna
- Stati Uniti
- Svizzera

Didascalia: H = Paese ospitante, TH = Detentore del titolo, WC = Wild Card.

## Formato
Le dodici squadre vengono divise in quattro gruppi da tre; le vincitrici di ciascun gruppo accedono alle semifinali.
| Giorno                             | Turno       | Numero di squadre          |
| ---------------------------------- | ----------- | -------------------------- |
| 1-4 novembre 2021 (Lunedì-Giovedì) | Round Robin | 12 (4 gruppi da 3 squadre) |
| 5 novembre 2021 (Venerdì)          | Semifinali  | 4                          |
| 6 novembre 2021 (Sabato)           | Finale      | 2                          |

## Fase a gironi

### Gruppo A
| Pos. | Nazione | Incontri | Partite | Set  | S % | Game  | G % |
| ---- | ------- | -------- | ------- | ---- | --- | ----- | --- |
| 1    | Russia  | 2-0      | 5-1     | 11-4 | 73% | 82-51 | 62% |
| 2    | Canada  | 1-1      | 2-4     | 5-9  | 36% | 59-76 | 44% |
| 3    | Francia | 0–2      | 2–4     | 6–9  | 40% | 67–81 | 45% |

#### Francia vs. Canada
| Francia 1 | O2 Arena, Praga, Repubblica Ceca 1 novembre Cemento (indoor) | O2 Arena, Praga, Repubblica Ceca 1 novembre Cemento (indoor)   | Canada 2 |      |     |  |
| \| \| \| \| 1 \| 2 \| 3 \| \| \| - \| \| -------------------------------------------------------------- \| --- \| ---- \| --- \| \| \| 1 \| \| Fiona Ferro Françoise Abanda \| 6 4 \| 4 6 \| 4 6 \| \| \| 2 \| \| Alizé Cornet Rebecca Marino \| 6 4 \| 7 65 \| \| \| \| 3 \| \| Clara Burel / Alizé Cornet Gabriela Dabrowski / Rebecca Marino \| 3 6 \| 6 7 \| \| \| |                                                              |                                                                |          |      |     |  |
| |                                                              |                                                                | 1        | 2    | 3   |  |
| 1 | Francia (bandiera) · Canada (bandiera)                       | Fiona Ferro Françoise Abanda                                   | 6 4      | 4 6  | 4 6 |  |
| 2 | Francia (bandiera) · Canada (bandiera)                       | Alizé Cornet Rebecca Marino                                    | 6 4      | 7 65 |     |  |
| 3 | Francia (bandiera) · Canada (bandiera)                       | Clara Burel / Alizé Cornet Gabriela Dabrowski / Rebecca Marino | 3 6      | 6 7  |     |  |

#### Russia vs. Canada
| Russia 3 | O2 Arena, Praga, Repubblica Ceca 2 novembre Cemento (indoor) | O2 Arena, Praga, Repubblica Ceca 2 novembre Cemento (indoor)                  | Canada 0 |     |     |  |
| \| \| \| \| 1 \| 2 \| 3 \| \| \| - \| \| ----------------------------------------------------------------------------- \| --- \| --- \| --- \| \| \| 1 \| \| Dar'ja Kasatkina Carol Zhao \| 6 3 \| 6 1 \| \| \| \| 2 \| \| Anastasija Pavljučenkova Rebecca Marino \| 6 4 \| 4 6 \| 6 2 \| \| \| 3 \| \| Veronika Kudermetova / Ljudmila Samsonova Gabriela Dabrowski / Rebecca Marino \| 6 3 \| 6 1 \| \| \| |                                                              |                                                                               |          |     |     |  |
| |                                                              |                                                                               | 1        | 2   | 3   |  |
| 1 | Russia (bandiera) · Canada (bandiera)                        | Dar'ja Kasatkina Carol Zhao                                                   | 6 3      | 6 1 |     |  |
| 2 | Russia (bandiera) · Canada (bandiera)                        | Anastasija Pavljučenkova Rebecca Marino                                       | 6 4      | 4 6 | 6 2 |  |
| 3 | Russia (bandiera) · Canada (bandiera)                        | Veronika Kudermetova / Ljudmila Samsonova Gabriela Dabrowski / Rebecca Marino | 6 3      | 6 1 |     |  |

#### Francia vs. Russia
| Francia 1 | O2 Arena, Praga, Repubblica Ceca 3 novembre Cemento (indoor) | O2 Arena, Praga, Repubblica Ceca 3 novembre Cemento (indoor)         | Russia 2 |     |     |  |
| \| \| \| \| 1 \| 2 \| 3 \| \| \| - \| \| -------------------------------------------------------------------- \| --- \| --- \| --- \| \| \| 1 \| \| Clara Burel Ekaterina Aleksandrova \| 3 6 \| 6 4 \| 6 3 \| \| \| 2 \| \| Alizé Cornet Anastasija Pavljučenkova \| 7 5 \| 4 6 \| 2 6 \| \| \| 3 \| \| Clara Burel / Alizé Cornet Veronika Kudermetova / Ljudmila Samsonova \| 2 6 \| 1 6 \| \| \| |                                                              |                                                                      |          |     |     |  |
| |                                                              |                                                                      | 1        | 2   | 3   |  |
| 1 | Francia (bandiera) · Russia (bandiera)                       | Clara Burel Ekaterina Aleksandrova                                   | 3 6      | 6 4 | 6 3 |  |
| 2 | Francia (bandiera) · Russia (bandiera)                       | Alizé Cornet Anastasija Pavljučenkova                                | 7 5      | 4 6 | 2 6 |  |
| 3 | Francia (bandiera) · Russia (bandiera)                       | Clara Burel / Alizé Cornet Veronika Kudermetova / Ljudmila Samsonova | 2 6      | 1 6 |     |  |

### Gruppo B
| Pos. | Nazione     | Incontri | Partite | Set | S % | Game  | G % |
| ---- | ----------- | -------- | ------- | --- | --- | ----- | --- |
| 1    | Australia   | 2-0      | 4-2     | 8-7 | 63% | 71-67 | 51% |
| 2    | Belgio      | 1-1      | 3-3     | 8-7 | 53% | 73-61 | 54% |
| 3    | Bielorussia | 0-2      | 2-4     | 6-8 | 43% | 55-71 | 44% |

#### Bielorussia vs. Belgio
| Bielorussia 1 | O2 Arena, Praga, Repubblica Ceca 1º novembre Cemento (indoor) | O2 Arena, Praga, Repubblica Ceca 1º novembre Cemento (indoor)      | Belgio 2 |     |     |  |
| \| \| \| \| 1 \| 2 \| 3 \| \| \| - \| \| ------------------------------------------------------------------ \| --- \| --- \| --- \| \| \| 1 \| \| Iryna Šymanovič Greet Minnen \| 2 6 \| 2 6 \| \| \| \| 2 \| \| Aljaksandra Sasnovič Elise Mertens \| 2 6 \| 6 4 \| 2 6 \| \| \| 3 \| \| Vera Lapko / Aljaksandra Sasnovič Kirsten Flipkens / Elise Mertens \| 6 4 \| 6 3 \| \| \| |                                                               |                                                                    |          |     |     |  |
| |                                                               |                                                                    | 1        | 2   | 3   |  |
| 1 | Bielorussia (bandiera) · Belgio (bandiera)                    | Iryna Šymanovič Greet Minnen                                       | 2 6      | 2 6 |     |  |
| 2 | Bielorussia (bandiera) · Belgio (bandiera)                    | Aljaksandra Sasnovič Elise Mertens                                 | 2 6      | 6 4 | 2 6 |  |
| 3 | Bielorussia (bandiera) · Belgio (bandiera)                    | Vera Lapko / Aljaksandra Sasnovič Kirsten Flipkens / Elise Mertens | 6 4      | 6 3 |     |  |

#### Australia vs. Belgio
| Australia 2 | O2 Arena, Praga, Repubblica Ceca 2 novembre Cemento (indoor) | O2 Arena, Praga, Repubblica Ceca 2 novembre Cemento (indoor) | Belgio 1 |      |     |  |
| \| \| \| \| 1 \| 2 \| 3 \| \| \| - \| \| -------------------------------------------------------- \| --- \| ---- \| --- \| \| \| 1 \| \| Dar'ja Gavrilova Greet Minnen \| 6 4 \| 1 6 \| 6 4 \| \| \| 2 \| \| Storm Sanders Elise Mertens \| 3 6 \| 7 65 \| 6 0 \| \| \| 3 \| \| Ellen Perez / Storm Sanders Elise Mertens / Greet Minnen \| 2 6 \| 4 6 \| \| \| |                                                              |                                                              |          |      |     |  |
| |                                                              |                                                              | 1        | 2    | 3   |  |
| 1 | Australia (bandiera) · Belgio (bandiera)                     | Dar'ja Gavrilova Greet Minnen                                | 6 4      | 1 6  | 6 4 |  |
| 2 | Australia (bandiera) · Belgio (bandiera)                     | Storm Sanders Elise Mertens                                  | 3 6      | 7 65 | 6 0 |  |
| 3 | Australia (bandiera) · Belgio (bandiera)                     | Ellen Perez / Storm Sanders Elise Mertens / Greet Minnen     | 2 6      | 4 6  |     |  |

#### Australia vs. Bielorussia
| Australia 2 | O2 Arena, Praga, Repubblica Ceca 4 novembre Cemento (indoor) | O2 Arena, Praga, Repubblica Ceca 4 novembre Cemento (indoor)         | Bielorussia 1 |     |     |  |
| \| \| \| \| 1 \| 2 \| 3 \| \| \| - \| \| -------------------------------------------------------------------- \| --- \| --- \| --- \| \| \| 1 \| \| Storm Sanders Julija Hatouka \| 6 3 \| 6 3 \| \| \| \| 2 \| \| Ajla Tomljanović Aljaksandra Sasnovič \| 4 6 \| 6 2 \| 6 3 \| \| \| 3 \| \| Olivia Gadecki / Ellen Perez Lidzija Marozava / Aljaksandra Sasnovič \| 4 6 \| 4 6 \| \| \| |                                                              |                                                                      |               |     |     |  |
| |                                                              |                                                                      | 1             | 2   | 3   |  |
| 1 | Australia (bandiera) · Bielorussia (bandiera)                | Storm Sanders Julija Hatouka                                         | 6 3           | 6 3 |     |  |
| 2 | Australia (bandiera) · Bielorussia (bandiera)                | Ajla Tomljanović Aljaksandra Sasnovič                                | 4 6           | 6 2 | 6 3 |  |
| 3 | Australia (bandiera) · Bielorussia (bandiera)                | Olivia Gadecki / Ellen Perez Lidzija Marozava / Aljaksandra Sasnovič | 4 6           | 4 6 |     |  |

### Gruppo C
| Pos. | Nazione     | Incontri | Partite | Set | S % | Game  | G % |
| ---- | ----------- | -------- | ------- | --- | --- | ----- | --- |
| 1    | Stati Uniti | 1-1      | 3-3     | 7-6 | 54% | 60-51 | 54% |
| 2    | Slovacchia  | 1-1      | 3-3     | 8-8 | 50% | 64-66 | 49% |
| 3    | Spagna      | 1-1      | 3-3     | 7-8 | 47% | 58-65 | 47% |

#### Spagna vs. Slovacchia
| Spagna 2 | O2 Arena, Praga, Repubblica Ceca 1º novembre Cemento (indoor) | O2 Arena, Praga, Repubblica Ceca 1º novembre Cemento (indoor)                   | Slovacchia 1 |     |      |  |
| \| \| \| \| 1 \| 2 \| 3 \| \| \| - \| \| ------------------------------------------------------------------------------- \| --- \| --- \| ---- \| \| \| 1 \| \| Carla Suárez Navarro Viktória Kužmová \| 2 6 \| 6 3 \| 3 6 \| \| \| 2 \| \| Sara Sorribes Tormo Anna Karolína Schmiedlová \| 6 3 \| 3 6 \| 6 2 \| \| \| 3 \| \| Sara Sorribes Tormo / Carla Suárez Navarro Viktória Kužmová / Tereza Mihalíková \| 4 6 \| 6 2 \| 10 7 \| \| |                                                               |                                                                                 |              |     |      |  |
| |                                                               |                                                                                 | 1            | 2   | 3    |  |
| 1 | Spagna (bandiera) · Slovacchia (bandiera)                     | Carla Suárez Navarro Viktória Kužmová                                           | 2 6          | 6 3 | 3 6  |  |
| 2 | Spagna (bandiera) · Slovacchia (bandiera)                     | Sara Sorribes Tormo Anna Karolína Schmiedlová                                   | 6 3          | 3 6 | 6 2  |  |
| 3 | Spagna (bandiera) · Slovacchia (bandiera)                     | Sara Sorribes Tormo / Carla Suárez Navarro Viktória Kužmová / Tereza Mihalíková | 4 6          | 6 2 | 10 7 |  |

#### Stati Uniti vs. Slovacchia
| Stati Uniti 1 | O2 Arena, Praga, Repubblica Ceca 2 novembre Cemento (indoor) | O2 Arena, Praga, Repubblica Ceca 2 novembre Cemento (indoor)             | Slovacchia 2 |      |       |  |
| \| \| \| \| 1 \| 2 \| 3 \| \| \| - \| \| ------------------------------------------------------------------------ \| --- \| ---- \| ----- \| \| \| 1 \| \| Shelby Rogers Viktória Kužmová \| 4 6 \| 4 6 \| \| \| \| 2 \| \| Danielle Collins Anna Karolína Schmiedlová \| 6 3 \| 6 2 \| \| \| \| 3 \| \| Caroline Dolehide / Coco Vandeweghe Viktória Kužmová / Tereza Mihalíková \| 2 6 \| 7 65 \| 10 12 \| \| |                                                              |                                                                          |              |      |       |  |
| |                                                              |                                                                          | 1            | 2    | 3     |  |
| 1 | Stati Uniti (bandiera) · Slovacchia (bandiera)               | Shelby Rogers Viktória Kužmová                                           | 4 6          | 4 6  |       |  |
| 2 | Stati Uniti (bandiera) · Slovacchia (bandiera)               | Danielle Collins Anna Karolína Schmiedlová                               | 6 3          | 6 2  |       |  |
| 3 | Stati Uniti (bandiera) · Slovacchia (bandiera)               | Caroline Dolehide / Coco Vandeweghe Viktória Kužmová / Tereza Mihalíková | 2 6          | 7 65 | 10 12 |  |

#### Stati Uniti vs. Spagna
| Stati Uniti 2 | O2 Arena, Praga, Repubblica Ceca 3 novembre Cemento (indoor) | O2 Arena, Praga, Repubblica Ceca 3 novembre Cemento (indoor)         | Spagna 1 |     |   |  |
| \| \| \| \| 1 \| 2 \| 3 \| \| \| - \| \| -------------------------------------------------------------------- \| --- \| --- \| - \| \| \| 1 \| \| Sloane Stephens Nuria Párrizas Díaz \| 6 4 \| 6 4 \| \| \| \| 2 \| \| Danielle Collins Sara Sorribes Tormo \| 6 1 \| 6 0 \| \| \| \| 3 \| \| Caroline Dolehide / Coco Vandeweghe Aliona Bolsova / Rebeka Masarova \| 3 6 \| 4 6 \| \| \| |                                                              |                                                                      |          |     |   |  |
| |                                                              |                                                                      | 1        | 2   | 3 |  |
| 1 | Stati Uniti (bandiera) · Spagna (bandiera)                   | Sloane Stephens Nuria Párrizas Díaz                                  | 6 4      | 6 4 |   |  |
| 2 | Stati Uniti (bandiera) · Spagna (bandiera)                   | Danielle Collins Sara Sorribes Tormo                                 | 6 1      | 6 0 |   |  |
| 3 | Stati Uniti (bandiera) · Spagna (bandiera)                   | Caroline Dolehide / Coco Vandeweghe Aliona Bolsova / Rebeka Masarova | 3 6      | 4 6 |   |  |

### Gruppo D
| Pos. | Nazione   | Incontri | Partite | Set  | S % | Game  | G % |
| ---- | --------- | -------- | ------- | ---- | --- | ----- | --- |
| 1    | Svizzera  | 2-0      | 5-1     | 10-3 | 77% | 73-51 | 59% |
| 2    | Rep. Ceca | 1-1      | 3-3     | 7-7  | 50% | 64-64 | 50% |
| 3    | Germania  | 0-2      | 1-5     | 4-11 | 27% | 56-78 | 42% |

#### Rep. Ceca vs. Germania
| Rep. Ceca 2 | O2 Arena, Praga, Repubblica Ceca 1º novembre Cemento (indoor) | O2 Arena, Praga, Repubblica Ceca 1º novembre Cemento (indoor)          | Germania 1 |      |      |  |
| \| \| \| \| 1 \| 2 \| 3 \| \| \| - \| \| ---------------------------------------------------------------------- \| ---- \| ---- \| ---- \| \| \| 1 \| \| Markéta Vondroušová Andrea Petković \| 6 1 \| 6 3 \| \| \| \| 2 \| \| Barbora Krejčíková Angelique Kerber \| 7 65 \| 0 6 \| 4 6 \| \| \| 3 \| \| Lucie Hradecká / Kateřina Siniaková Anna-Lena Friedsam / Jule Niemeier \| 6 4 \| 62 7 \| 10 8 \| \| |                                                               |                                                                        |            |      |      |  |
| |                                                               |                                                                        | 1          | 2    | 3    |  |
| 1 | Rep. Ceca (bandiera) · Germania (bandiera)                    | Markéta Vondroušová Andrea Petković                                    | 6 1        | 6 3  |      |  |
| 2 | Rep. Ceca (bandiera) · Germania (bandiera)                    | Barbora Krejčíková Angelique Kerber                                    | 7 65       | 0 6  | 4 6  |  |
| 3 | Rep. Ceca (bandiera) · Germania (bandiera)                    | Lucie Hradecká / Kateřina Siniaková Anna-Lena Friedsam / Jule Niemeier | 6 4        | 62 7 | 10 8 |  |

#### Germania vs. Svizzera
| Germania 0 | O2 Arena, Praga, Repubblica Ceca 2 novembre Cemento (indoor) | O2 Arena, Praga, Repubblica Ceca 2 novembre Cemento (indoor)           | Svizzera 3 |     |     |  |
| \| \| \| \| 1 \| 2 \| 3 \| \| \| - \| \| ---------------------------------------------------------------------- \| --- \| --- \| --- \| \| \| 1 \| \| Andrea Petković Viktorija Golubic \| 4 6 \| 5 7 \| \| \| \| 2 \| \| Angelique Kerber Belinda Bencic \| 7 5 \| 2 6 \| 2 6 \| \| \| 3 \| \| Anna-Lena Friedsam / Nastasja Schunk Viktorija Golubic / Jil Teichmann \| 1 6 \| 2 6 \| \| \| |                                                              |                                                                        |            |     |     |  |
| |                                                              |                                                                        | 1          | 2   | 3   |  |
| 1 | Germania (bandiera) · Svizzera (bandiera)                    | Andrea Petković Viktorija Golubic                                      | 4 6        | 5 7 |     |  |
| 2 | Germania (bandiera) · Svizzera (bandiera)                    | Angelique Kerber Belinda Bencic                                        | 7 5        | 2 6 | 2 6 |  |
| 3 | Germania (bandiera) · Svizzera (bandiera)                    | Anna-Lena Friedsam / Nastasja Schunk Viktorija Golubic / Jil Teichmann | 1 6        | 2 6 |     |  |

#### Rep. Ceca vs. Svizzera
| Rep. Ceca 1 | O2 Arena, Praga, Repubblica Ceca 4 novembre Cemento (indoor) | O2 Arena, Praga, Repubblica Ceca 4 novembre Cemento (indoor)       | Svizzera 2 |     |   |  |
| \| \| \| \| 1 \| 2 \| 3 \| \| \| - \| \| ------------------------------------------------------------------ \| ---- \| --- \| - \| \| \| 1 \| \| Markéta Vondroušová Viktorija Golubic \| 6 4 \| 6 2 \| \| \| \| 2 \| \| Barbora Krejčíková Belinda Bencic \| 62 7 \| 4 6 \| \| \| \| 3 \| \| Lucie Hradecká / Kateřina Siniaková Belinda Bencic / Jil Teichmann \| 3 6 \| 3 6 \| \| \| |                                                              |                                                                    |            |     |   |  |
| |                                                              |                                                                    | 1          | 2   | 3 |  |
| 1 | Rep. Ceca (bandiera) · Svizzera (bandiera)                   | Markéta Vondroušová Viktorija Golubic                              | 6 4        | 6 2 |   |  |
| 2 | Rep. Ceca (bandiera) · Svizzera (bandiera)                   | Barbora Krejčíková Belinda Bencic                                  | 62 7       | 4 6 |   |  |
| 3 | Rep. Ceca (bandiera) · Svizzera (bandiera)                   | Lucie Hradecká / Kateřina Siniaková Belinda Bencic / Jil Teichmann | 3 6        | 3 6 |   |  |

## Fase a eliminazione diretta

### Tabellone
|  | Semifinali | Semifinali  | Semifinali  | Semifinali  | Semifinali |  |  | Finale | Finale   | Finale   | Finale   | Finale |  |
|  |            |             |             |             |            |  |  |        |          |          |          |        |  |
|  |            | Russia      | Russia      | Russia      | 2          |  |  |        |          |          |          |        |  |
|  |            | Stati Uniti | Stati Uniti | Stati Uniti | 1          |  |  |        | Russia   | Russia   | Russia   | 2      |  |
|  |            | Australia   | Australia   | Australia   | 0          |  |  |        | Svizzera | Svizzera | Svizzera | 0      |  |
|  |            | Svizzera    | Svizzera    | Svizzera    | 2          |  |  |        |          |          |          |        |  |

### Semifinali

#### Russia vs. Stati Uniti
| Russia 2 | O2 Arena, Praga, Repubblica Ceca 5 novembre Cemento (indoor) | O2 Arena, Praga, Repubblica Ceca 5 novembre Cemento (indoor)              | Stati Uniti 1 |      |     |  |
| \| \| \| \| 1 \| 2 \| 3 \| \| \| - \| \| ------------------------------------------------------------------------- \| ---- \| ---- \| --- \| \| \| 1 \| \| Ljudmila Samsonova Sloane Stephens \| 1 6 \| 6 4 \| 6 3 \| \| \| 2 \| \| Anastasija Pavljučenkova Danielle Collins \| 7 69 \| 62 7 \| 2 6 \| \| \| 3 \| \| Veronika Kudermetova / Ljudmila Samsonova Shelby Rogers / Coco Vandeweghe \| 6 3 \| 6 3 \| \| \| |                                                              |                                                                           |               |      |     |  |
| |                                                              |                                                                           | 1             | 2    | 3   |  |
| 1 | Russia (bandiera) · Stati Uniti (bandiera)                   | Ljudmila Samsonova Sloane Stephens                                        | 1 6           | 6 4  | 6 3 |  |
| 2 | Russia (bandiera) · Stati Uniti (bandiera)                   | Anastasija Pavljučenkova Danielle Collins                                 | 7 69          | 62 7 | 2 6 |  |
| 3 | Russia (bandiera) · Stati Uniti (bandiera)                   | Veronika Kudermetova / Ljudmila Samsonova Shelby Rogers / Coco Vandeweghe | 6 3           | 6 3  |     |  |

#### Australia vs. Svizzera
| Australia 0 | O2 Arena, Praga, Repubblica Ceca 5 novembre Cemento (indoor) | O2 Arena, Praga, Repubblica Ceca 5 novembre Cemento (indoor)    | Svizzera 2 |     |   |             |
| \| \| \| \| 1 \| 2 \| 3 \| \| \| - \| \| --------------------------------------------------------------- \| --- \| --- \| - \| ----------- \| \| 1 \| \| Storm Sanders Jil Teichmann \| 0 6 \| 3 6 \| \| \| \| 2 \| \| Ajla Tomljanović Belinda Bencic \| 3 6 \| 2 6 \| \| \| \| 3 \| \| Ellen Perez / Storm Sanders Viktorija Golubic / Stefanie Vögele \| \| \| \| non giocato \| |                                                              |                                                                 |            |     |   |             |
| |                                                              |                                                                 | 1          | 2   | 3 |             |
| 1 | Australia (bandiera) · Svizzera (bandiera)                   | Storm Sanders Jil Teichmann                                     | 0 6        | 3 6 |   |             |
| 2 | Australia (bandiera) · Svizzera (bandiera)                   | Ajla Tomljanović Belinda Bencic                                 | 3 6        | 2 6 |   |             |
| 3 | Australia (bandiera) · Svizzera (bandiera)                   | Ellen Perez / Storm Sanders Viktorija Golubic / Stefanie Vögele |            |     |   | non giocato |

### Finale

#### Russia vs. Svizzera
| Russia 2 | O2 Arena, Praga, Repubblica Ceca 6 novembre Cemento (indoor) | O2 Arena, Praga, Repubblica Ceca 6 novembre Cemento (indoor)                  | Svizzera 0 |     |     |             |
| \| \| \| \| 1 \| 2 \| 3 \| \| \| - \| \| ----------------------------------------------------------------------------- \| --- \| --- \| --- \| ----------- \| \| 1 \| \| Dar'ja Kasatkina Jil Teichmann \| 6 2 \| 6 4 \| \| \| \| 2 \| \| Ljudmila Samsonova Belinda Bencic \| 3 6 \| 6 3 \| 6 4 \| \| \| 3 \| \| Ekaterina Aleksandrova / Dar'ja Kasatkina Viktorija Golubic / Stefanie Vögele \| \| \| \| non giocato \| |                                                              |                                                                               |            |     |     |             |
| |                                                              |                                                                               | 1          | 2   | 3   |             |
| 1 | Russia (bandiera) · Svizzera (bandiera)                      | Dar'ja Kasatkina Jil Teichmann                                                | 6 2        | 6 4 |     |             |
| 2 | Russia (bandiera) · Svizzera (bandiera)                      | Ljudmila Samsonova Belinda Bencic                                             | 3 6        | 6 3 | 6 4 |             |
| 3 | Russia (bandiera) · Svizzera (bandiera)                      | Ekaterina Aleksandrova / Dar'ja Kasatkina Viktorija Golubic / Stefanie Vögele |            |     |     | non giocato |